# Motard
 (mai 2008).
Si vous disposez d'ouvrages ou d'articles de référence ou si vous connaissez des sites web de qualité traitant du thème abordé ici, merci de compléter l'article en donnant les références utiles à sa vérifiabilité et en les liant à la section « Notes et références ».

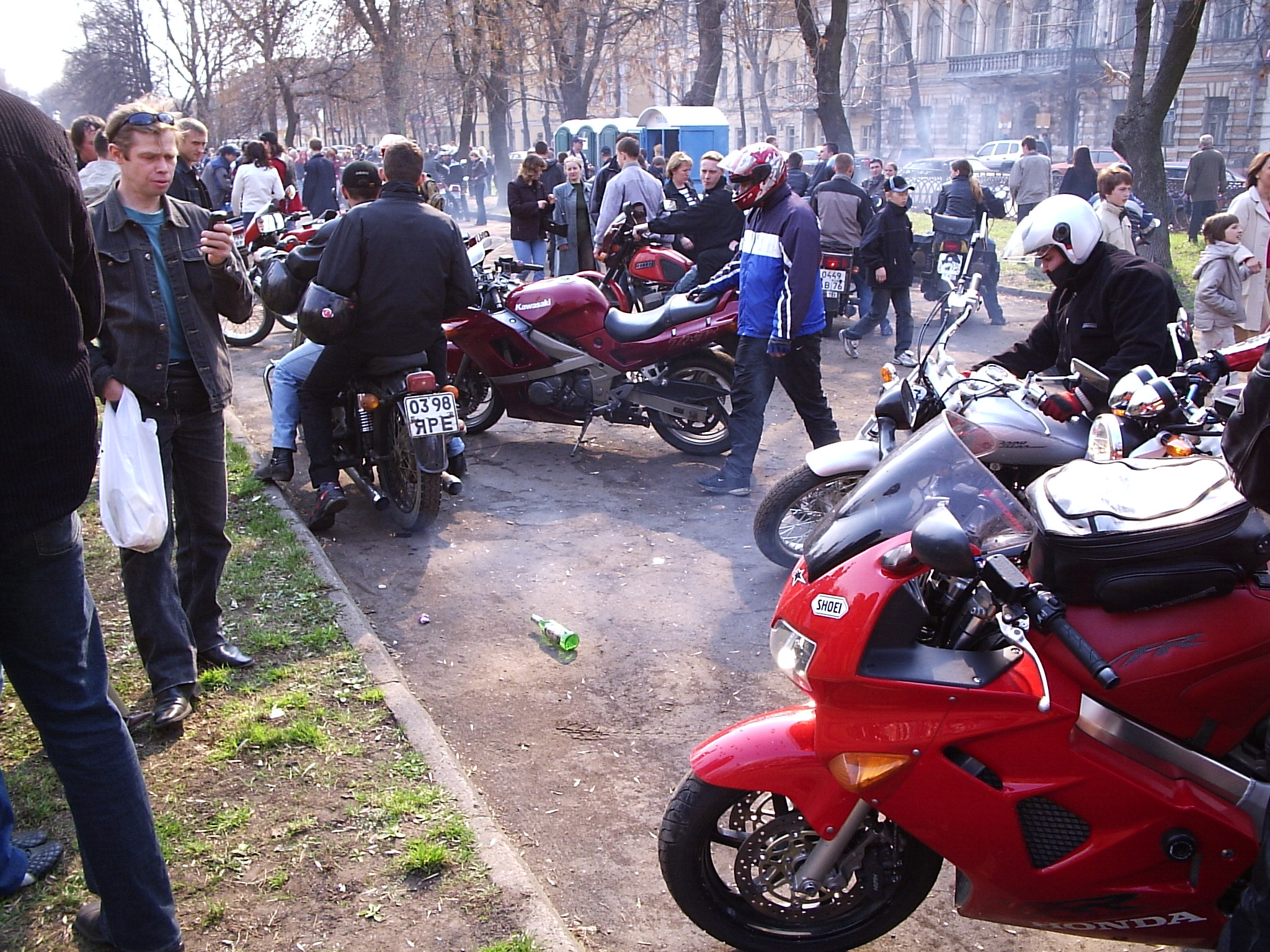
Rassemblement de motards en Russie.

Un motard, ou motocycliste, est un pratiquant de la moto (le nom administratif étant motocyclette). Les conducteurs de side-car, de trike et les pilotes de compétition peuvent également porter ce nom.
Le terme « motard » faisait pour certains initialement référence aux forces de l'ordre à moto (police, gendarmerie, douanes), mais demeurent des motocyclistes pour bien d'autres motards du quotidien. Le terme est commun en France, mais péjoratif au Québec où il est synonyme de biker délinquant.

## Désignation
La désignation de « motard » peut être attribuée aux personnes répondant habituellement à un ou plusieurs critères suivants :
- être conducteur d'une moto d'une cylindrée supérieure à 125 cm3[3]. Toutefois certains utilisateurs de moto 125 cm3 se qualifient de motards. Cela peut être à trois roues : trike ou side-car. En France cependant, les conducteurs de scooters, quelle que soit leur cylindrée, sont exclus de cette appellation et sont appelés « scootéristes ». Les conducteurs de cyclomoteurs (deux-roues motorisés de cylindrée inférieure à 50 cm3 et ne dépassant pas 45 km/h) sont appelés « cyclomotoristes » ou scootéristes (pour les conducteurs de scooters de moins de 50 cm3) ;
- être pilote sportif de moto ;
- (en France) disposer d'un permis de conduire spécifique aux moto (A, A1, A2) ;

Ces critères ne sont pas mutuellement exclusifs.

## Équipement

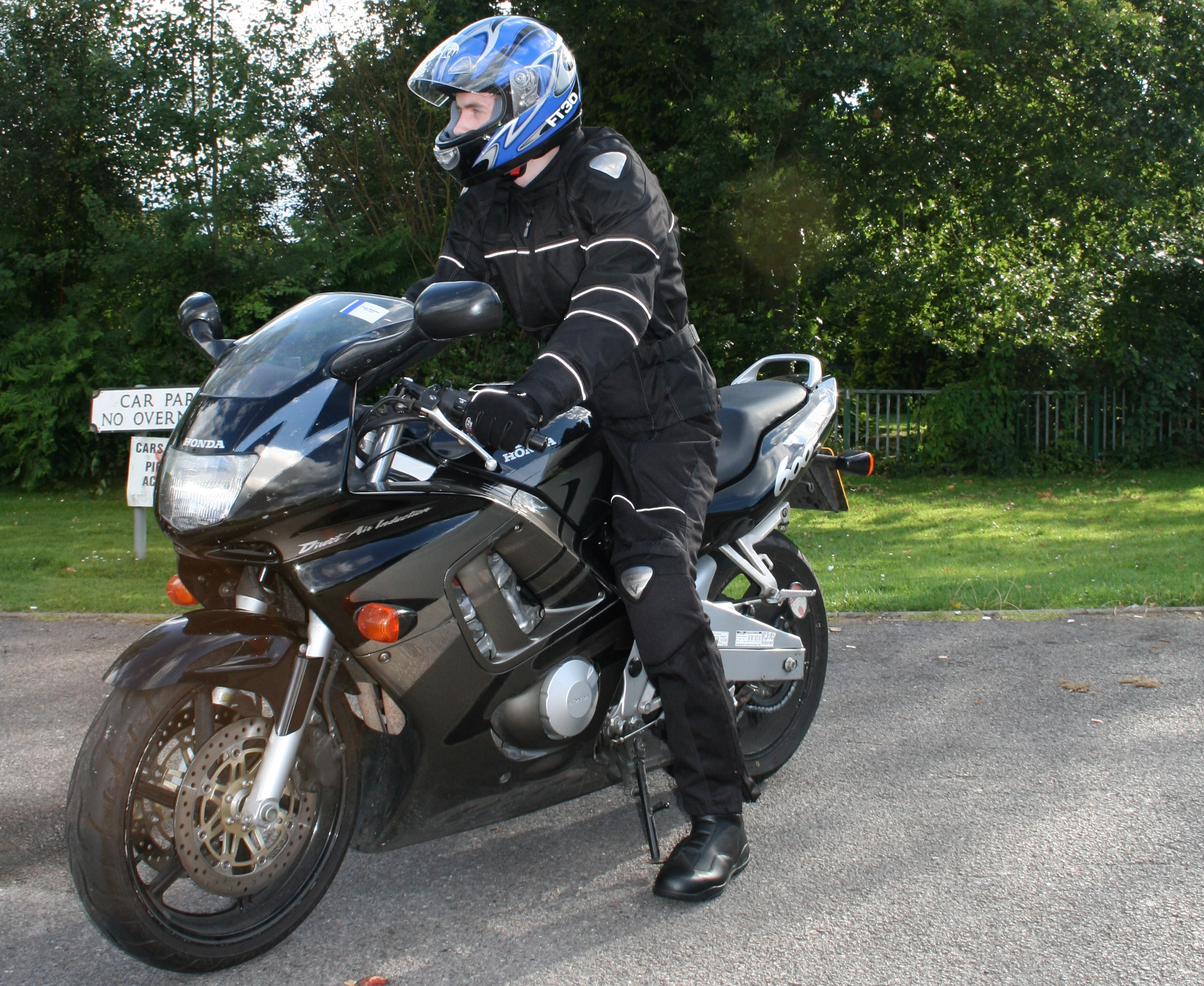
Motard portant un casque, des gants, des bottes, une veste et un pantalon renforcé en textile réfléchissant

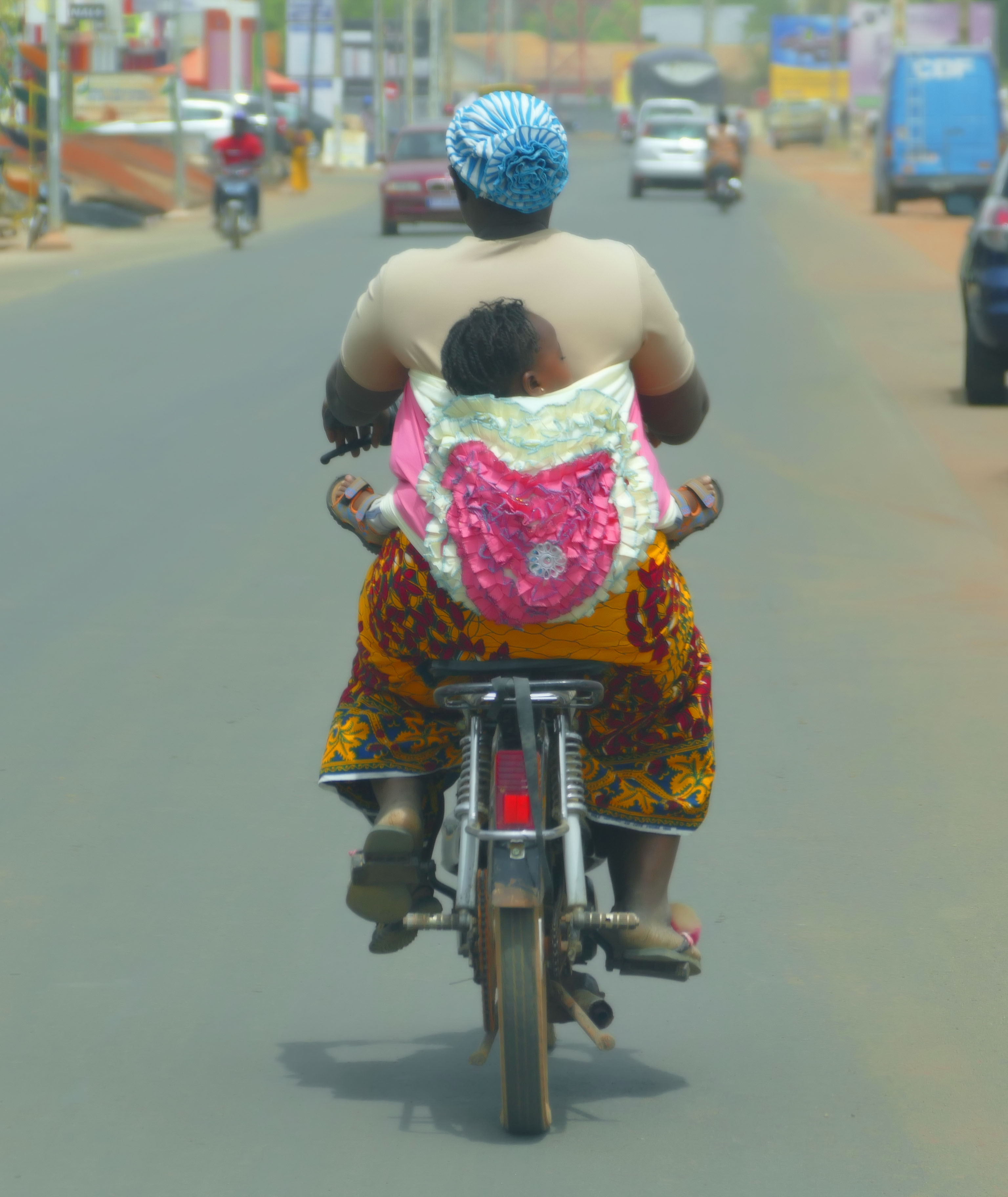
Une motocycliste sans casque.

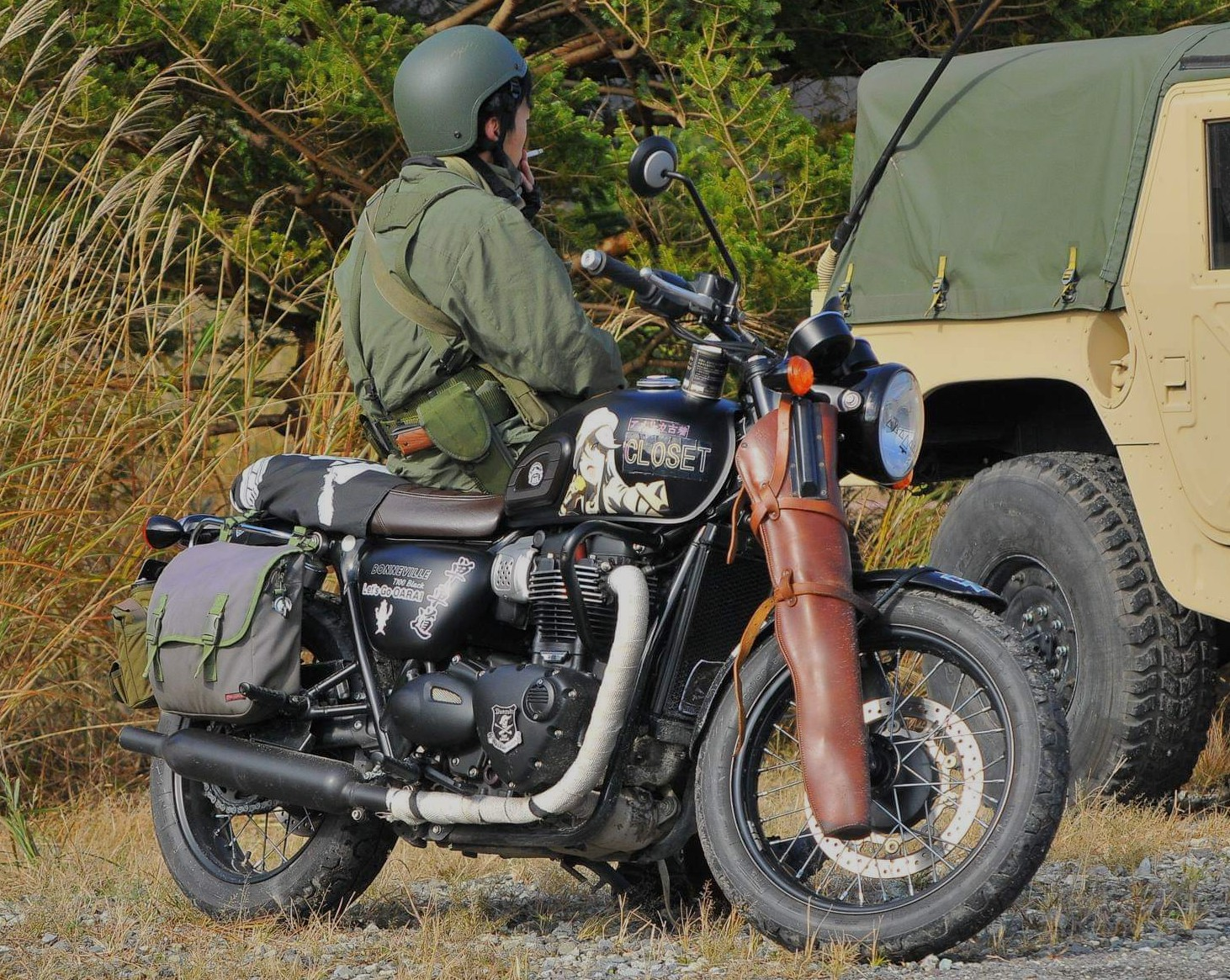
Moto Triumph avec Itasha d'un personnage de Girls und Panzer. La motocycliste porte un uniforme militaire, le casque n'est pas un casque de moto, donc il n'est pas adapté pour rouler.

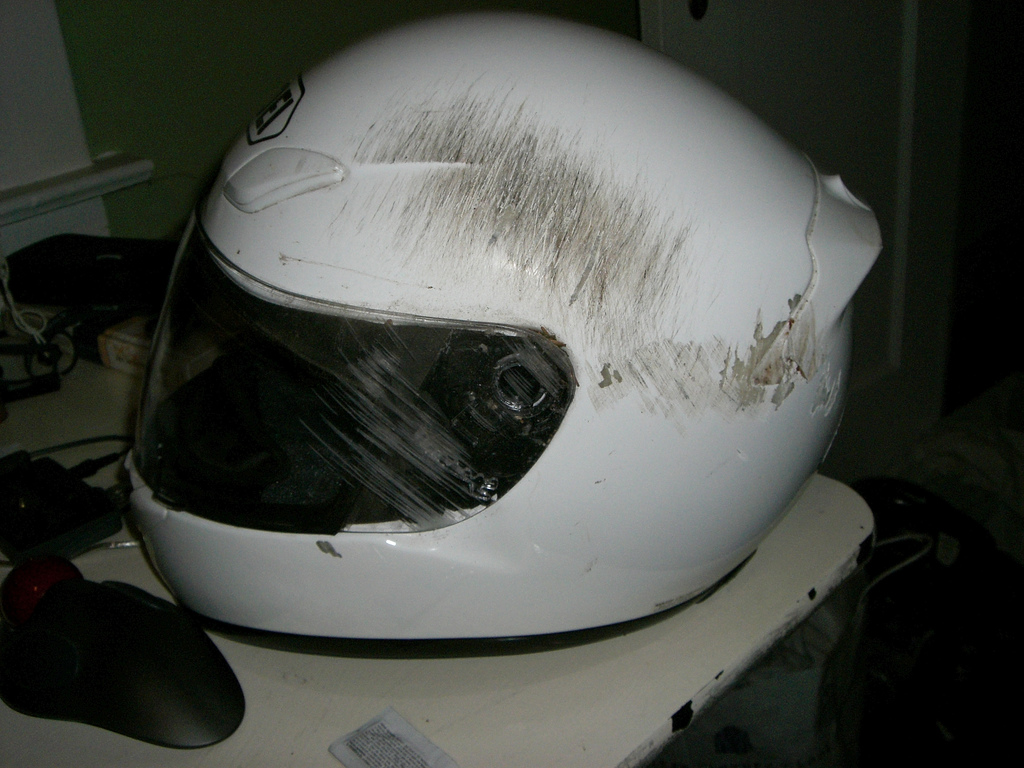
Casque après un accident.

Le motard doit être en bonne condition physique. Il lui est conseillé d'adopter un équipement de protection en cas de chute ou de choc car aucune carrosserie ne le protège. C'est le même principe qu'un équipement de protection individuelle dans le domaine professionnel. Selon les pays, la réglementation peut imposer un équipement particulier à l'instar de la France où le port du casque est obligatoire pour la conduite sur route ouverte. Les gants sont devenus obligatoires par décret n° 2016-1232 du 19 septembre 2016. Pour le passage de l'épreuve pratique du permis de conduire, le candidat devra également porter un blouson ou une veste manches longues, d'un pantalon ou d'une combinaison et de bottes ou de chaussures montantes
Parmi les équipements du motard, on peut citer :
- casque homologué ; l'idéal est un casque intégral de couleur claire ou vive pour être visible de loin ;
- par fort ensoleillement, le port de lunettes de soleil réduit la fatigue ; certains casques intègrent une visière solaire rétractable ;
- gants renforcés, spécifiques à l'usage de la moto[6] ;
- blouson ou veste avec coques de protection homologuées aux coudes, épaules, dos ; la plaque dorsale, homologuée, peut être intégrée dans une poche prévue à cet effet (et peut être vendue en option) ou être indépendante avec sangle abdominale et bretelles de fixation ; elle est portée près du corps et parfois associée à une protection thoracique ;
- veste avec coussin gonflable de sécurité (veste « airbag ») ;
- pantalon renforcé, avec renforts au niveau des genoux et des hanches ;
- combinaison ;
- bottes ou chaussures montantes avec renforts de la semelle, talon, doigts de pied et malléole[6] ;
- protection auditive : bouchons d'oreilles.

Les matières peuvent varier entre le cuir traditionnel et le textile synthétique ; le cuir offre une meilleure résistance à l'abrasion en cas de glissade et il coupe le vent. Selon les pays, les renforts sont homologués, par exemple en Europe CE ou NF. Les équipements peuvent également disposer de marquage haute visibilité. Des vêtements clairs avec des zones de haute visibilité seront préférés.
Il existe des équipements dédiés pour la conduite par temps de pluie :
- blouson imperméable ;
- pantalon de pluie ;
- combinaison de pluie ;
- sur-gants ;
- chaussures étanches, sur-chaussures.

Il existe également des équipements dédiés pour la conduite par temps froid :
- gants chauffants ;
- écharpe, cagoule, tour de cou ;
- blouson doublé ;
- pantalon d'hiver ;
- sous-vêtements techniques ;
- chaussures doublées.

## Représentation sociale

### Population motarde en France
En France, 39% des utilisateurs de motocyclettes lourdes appartiennent aux catégories socio-professionnelles les plus favorisées alors que ce ratio n'est que de 13% pour les cyclomoteurs.
Les foyers zones rurales (12% des foyers) et périurbaines (11%) sont plus équipés que les zones urbaines.
Les motards sont souvent des hommes (85 %).
L ’âge moyen est de 31 ans pour les cyclomoteurs et de 43 ans pour les 2RM.
Les motivations principales sont le plaisir, le sentiment de liberté, ainsi que la facilité pour se garer.

### Attitude et comportement du motard

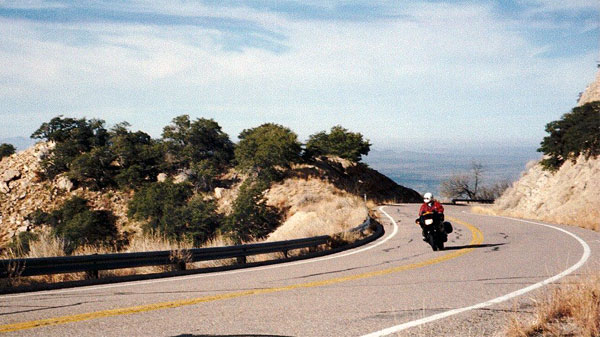
Motard voyageant sur une route bidirectionnelle, vers la ville de Kitt Peak, Arizona, Etats-Unis

Sans que celle-ci soit strictement formalisée, plusieurs associations, fédérations, clubs, ou simples usagers se réclament d'une certaine philosophie motarde. Celle-ci comprend notamment, mais pas exclusivement :
- une solidarité envers les autres motards, qui se traduit par exemple par des conventions impliquant l'assistance envers les autres motards en difficulté ou en panne. C'est cette volonté de solidarité qui est à l'origine de l'AMDM, fondée par les membres de la FFMC ;
- une courtoisie se traduisant par diverses pratiques telles que :
  - le salut des autres motards sur la route, par l'intermédiaire d'un signe de la main en formant un V avec l'index et le majeur, un signe de la tête ou plus rarement des appels de phares (bien que ceux-ci soient plus souvent utilisés pour prévenir d'un danger),
  - la cession du passage à un motard plus rapide (lequel salue et remercie après le déplacement en étendant sa jambe droite, ou en faisant signe de la main gauche),
  - la rencontre spontanée et les discussions, souvent sous la forme du tutoiement, lors d'arrêts de ravitaillement ou de détente ;
- un esprit de liberté, parfois associé à une certaine forme de rébellion face à l'ordre établi, et illustré dans le film L'Équipée sauvage, avec Marlon Brando, et la chanson L'Homme à la moto d'Édith Piaf, revendiqué par le biais de grosses cylindrées bruyantes et rapides et un certain rejet de l'automobile et des automobilistes[1] ;
- un certain esprit de compétition, amenant certains motards à des comportements routiers allant de la comparaison sonore des machines aux courses (« arsouilles ») ou autres figures réalisées sur la voie publique ou sur piste fermée ;
- un style vestimentaire, constitué d'habits spécifiques à la pratique de la moto : blouson, veste, bottes, pantalon, gants, etc., généralement en cuir, mais aussi en textile synthétique, équipés ou non de protections spécifiques[1].

Parmi ceux qui se réclament de cette philosophie, plusieurs déplorent une disparition progressive de celle-ci, qui serait liée à une certaine popularisation de l'usage de motocyclettes et surtout des maxi-scooters au fil des années (par exemple : absence de salut entre les conducteurs de motos et de scooters, ou même entre les conducteurs de scooters eux-mêmes).
En effet, la nouvelle clientèle des deux-roues actuelle, surtout de scooters, est composée pour la plupart d'anciens automobilistes souhaitant réduire leur temps de trajet quotidien domicile-travail, notamment en s'affranchissant des bouchons des grandes villes et sans recourir aux transports en commun, plus lents.
L'appartenance à une communauté n'est pas ressentie par tous de la même façon, et certains motocyclistes sont restrictifs ou exclusifs vis-à-vis des autres usagers. Ainsi, pour certains, d'autres cyclomotoristes ne peuvent pas être considérés comme des motards, selon des critères restrictifs tels que ceux énoncés plus haut : type ou marque de véhicule utilisé, tenue vestimentaire, ou encore selon le comportement routier adopté par ces usagers (application des comportements, gestes, et saluts). Les forums de discussions spécialisées regorgent de sujets traitant de l'existence d'une communauté, lesquels parviennent rarement à un consensus.

### Cohabitation avec les autres usagers
De par leur mobilité accrue, les motards peuvent parfois induire un sentiment de frustration vis-à-vis des autres usagers de la route.
De plus, les vitesses parfois pratiquées par certains motards et leur manque de détectabilité sont la source d'une sensation de danger ressentie par les automobilistes.
Enfin, les équipements souvent noirs, accompagnés du casque (qui parfois arbore une visière teintée), rendent pour certains les motards inquiétants. En France, ces éléments sont abordés dans les fiches du permis moto, afin de sensibiliser les futurs motards à ces situations.

### Représentants de l'autorité
Les forces de l'ordre circulant à motocyclette disposent d'un pouvoir dissuasif certain, grâce à leur mobilité accrue et à leur capacité à rattraper la plupart des automobiles sans difficulté. Ce pouvoir dissuasif est utilisé lors d'opérations de prévention routière et de contrôles routiers, qu'il s'agisse de contrôles de vitesse, d'alcoolémie, ou de contrôles douaniers.

### Personnalités motardes

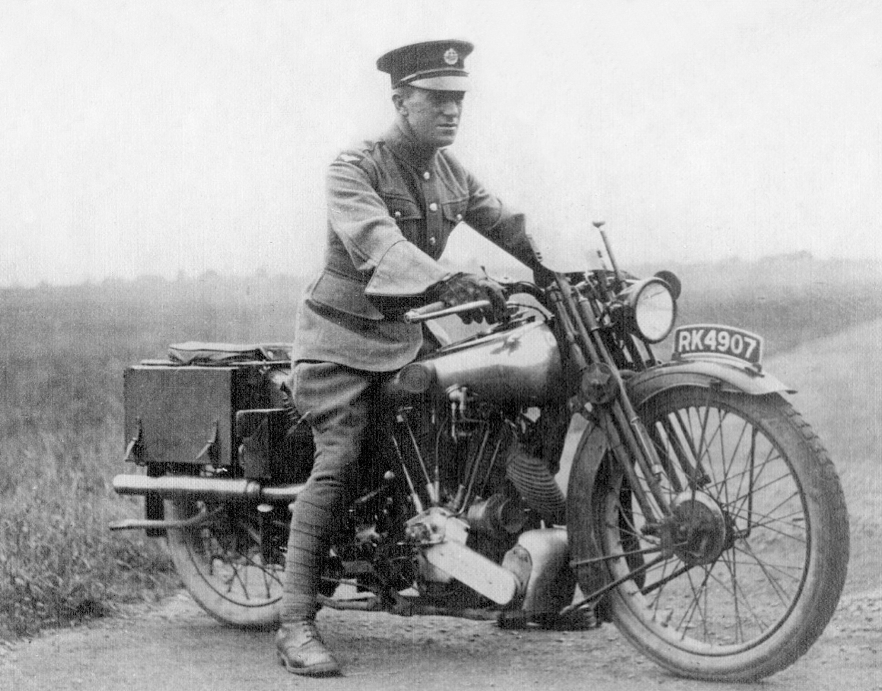
Lawrence d'Arabie sur une Brough Superior. Le 13 mai 1935, alors qu'il roule à grande vitesse sous la pluie sur sa motocyclette (qu'il a reçue en cadeau de George Bernard Shaw), non loin de son cottage de Clouds Hill, près de Wareham dans le Dorset, il perd le contrôle de sa machine en voulant éviter deux jeunes cyclistes. Il meurt le 19 mai 1935-.

- Albert II de Belgique (Harley-Davidson, BMW)
- Charles Berling (Harley-Davidson 1200 Sportster, Gas Gas)
- Coluche
- Charlélie Couture
- Coyote
- Gérard Depardieu (collectionne les motos : Harley-Davidson, Yamaha VMax)
- Julie Depardieu (Ducati Monster)
- David Douillet (Suzuki VZ-R 1800 Intruder)
- Ghost Rider (Suzuki 1300 Hayabusa, Suzuki GSXR 1000)
- Jean-Jacques Goldman
- Sylvain Grenier (Honda, Yamaha, Suzuki, Kawasaki, MZ, etc.)
- Johnny Hallyday (Harley-Davidson, Kawasaki, Indian)
- Juan Carlos Ier d'Espagne
- Michel Jonasz (Harley-Davidson)
- Rémy Julienne (Yamaha YZF R1[réf. souhaitée], Kawasaki ZZR 1400)
- Lawrence d'Arabie (Brough Superior SS100)
- Sébastien Loeb (KTM)
- Frank Margerin
- Amélie Mauresmo (Harley-Davidson)
- Steve McQueen (Pilote en compétition et collectionneur de motos)
- Louis Michel (BMW)
- Yves Mourousi (Monsieur moto)
- Florent Pagny (Vincent Egli-Godet, Harley-Davidson, BMW, Triumph)
- Prince noir (base Suzuki GSX-R 1100)
- Ptiluc
- Renaud (Harley-Davidson, Indian)[réf. souhaitée]
- Saint-Loup

### Communauté homosexuelle
Certaines représentations motardes sont associées à la communauté homosexuelle. La tenue vestimentaire « tout cuir » noire, accompagnée d'une casquette, également en cuir, est en effet souvent associée aux homosexuels. Ces codes vestimentaires, très en vogue dans les clubs gays des années 1960-70, sont repris dans certaines représentations de l'homosexualité dans les médias (exemple : le motard tout cuir du groupe Village People).

## Vocabulaire motard
- Arsouille : course entre motards sur route ouverte.
- Bande de peur (abrégé BDP) : c'est la partie d'un pneu de moto qui n'a pas été en contact avec le bitume.
- Boîte à roues (abrégé BAR) : désigne les voitures.
- Caisseux : automobilistes.
- Déchicaner : procédé qui consiste à retirer la chicane (pièce de la sortie d'échappements) pour augmenter ou améliorer la sonorité du pot[8].
- Faire le freinage ou faire les freins : action consistant à dépasser un autre motard lors d'une phase de freinage, avant une courbe par exemple, en commençant à freiner plus tardivement que l'autre afin de conserver de la vitesse, et en augmentant la puissance du freinage pour permettre malgré tout d'assurer le passage en courbe dans des conditions suffisantes de sécurité.
- Panier : side-car.
- Pince : se dit d'un motard qui n'ose pas conduire vite.
- Sac de sable (abrégé SDS) : utilisé pour parler du passager. Un passager augmente l'appui sur l'arrière de la moto et permet au motard de rouler plus vite en virage. Dans un side-car, il peut être remplacé par un sac rempli de sable.
- Singe : (terme surtout utilisé en compétition) passager du « side-cariste ».

## Rassemblements de motards

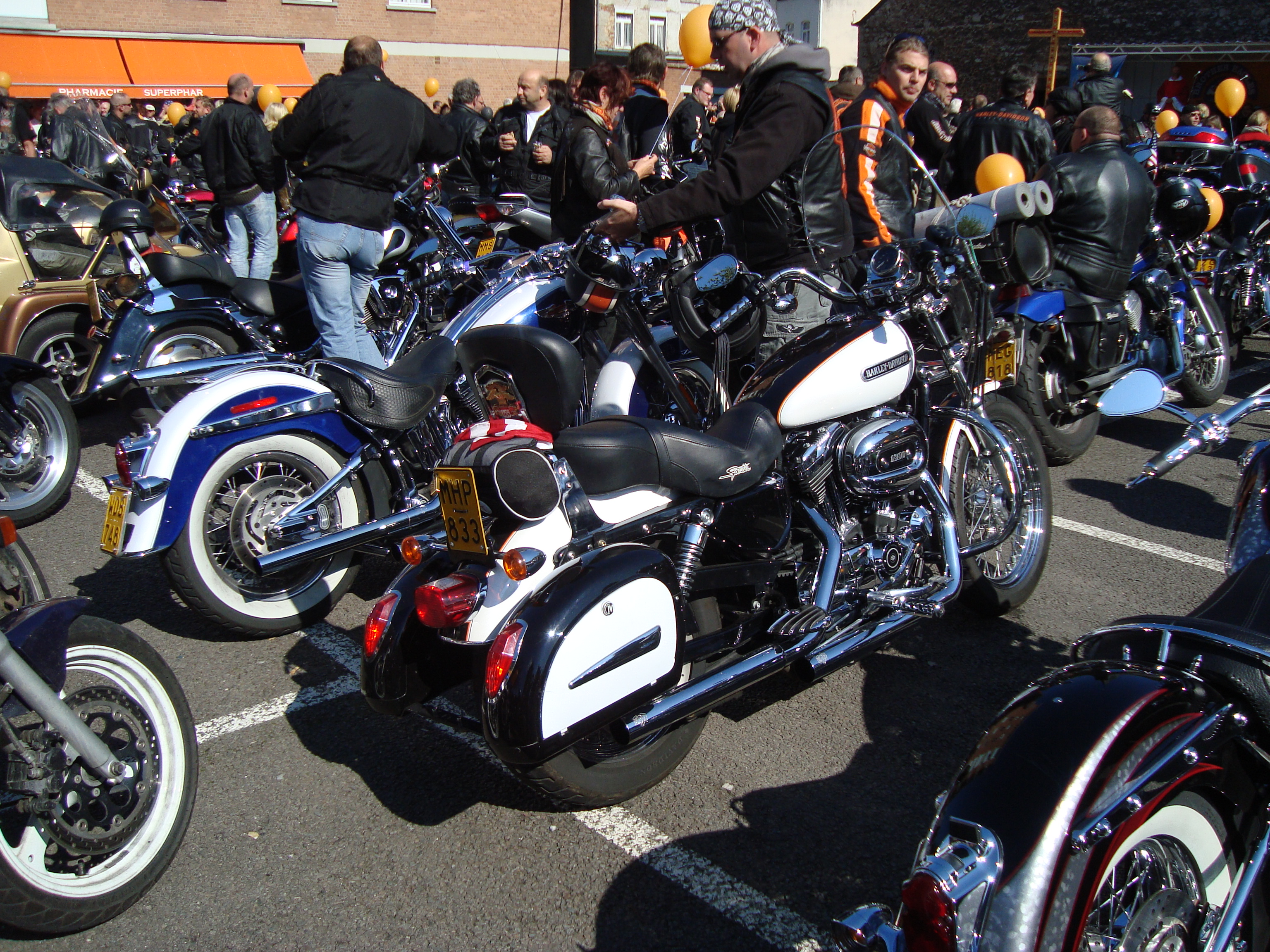
Rassemblement de motards en 2008, à la bénédiction des motos à Dinant (Belgique).

Les spécificités liées à la conduite d'une moto sont à l'origine de regroupements d'usagers sous forme de clubs, fédérations, ou sociétés mutualistes. En France par exemple, il existe :
- de nombreux moto-clubs, dont les objectifs sont souvent d'organiser des rencontres et sorties entre membres, dans un esprit convivial ;
- la Fédération française des motards en colère (FFMC), dont l'objectif est de développer la pratique de ce moyen de transport et de défendre les utilisateurs de deux-roues motorisés ;
- l'Assurance mutuelle des motards (AMDM), société mutualiste à fonds privés offrant des assurances spécifiques aux usagers de deux-roues motorisés ;
- la Fédération Française de Motocyclisme (FFM), rassemblant les usagers sportifs de motos.

Certains groupes criminels ou mafieux sont également constitués presque exclusivement de motards. D'un point de vue international, on trouve par exemple :
- le Hells Angels Motorcycle Club (HAMC), présent dans de nombreux pays, et parfois considéré comme une organisation criminelle ;
- au Canada, les membres du HAMC sont largement impliqués dans plusieurs affaires criminelles incluant prostitution, trafic de drogues ou meurtres. Des opérations de grande envergure sont menées par les autorités pour mettre fin à ces activités[10] ;
- en Allemagne, le HAMC est en guerre depuis de nombreuses années avec les Bandidos, autre gang de motards. Ces deux gangs ont signé en mai 2010 un accord définissant notamment les limites de territoires de chacun[11] ;
- les Outlaws.

Quelques rassemblements notables :
- Rallye-raid : rallye Dakar

En France :
- Les 1000 (Millevaches, Meymac, Corrèze 19)
- La Madone des motards à Porcaro (56), en Bretagne
- Tour de France des Motards du Viaduc contre la Mucoviscidose
- Tour de France moto, appelé Moto Tour ou Dark Dog Moto Tour, course de rallye à travers toute la France, aussi bien sur route que sur circuit
- Bol d'or, course d'endurance (Bol d'Or Classic, course d'endurance de 2 x 2 heures avec des motos datant d'avant 1980)
- 24 Heures Motos, courses d'endurance avec un départ en épi
- Grand Prix moto de France, course de vitesse
- Enduro du Touquet
- Coupes Moto Légende, rassemblement de motos anciennes
- Salon de la Moto et du Scooter de Paris, salon international bisannuel à Paris expo Porte de Versailles
- Burns Day, rassemblement de stunt
- Stunt Bike Show, rassemblement de stunt
- Free Wheels, rassemblement biker à Courpière.

Au Portugal :
- Rassemblement du Moto Club de Faro (Faro, Portugal -- Juillet)

Au Royaume-Uni :
- Le Tourist Trophy de l'île de Man (TT)

En Allemagne :
- Les Éléphants (Elefantentreffen)

En Espagne :
- Pinguinos (janvier)

En Norvège :
- Kystall rally (février)

Aux États-Unis :
- Daytona Beach Bike Week, à Daytona Beach, Floride
- Laconia Motorcycle Week (en), à Laconia, New Hampshire
- Sturgis Motorcycle Rally (en), à Sturgis, Dakota du Sud